# Nomenklatorický typ (fytocenologie)
Podobně jako existuje nomenklatorický typ v botanice, je tento termín definován rovněž v nauce o rostlinných společenstvech, fytocenologii. Vztahuje se na pojmenování a určení jednoznačného objektu výzkumu, v tomto případě společenstva cévnatých rostlin (fytocenózy). Jeho definice je určená kódem fytocenologické nomenklatury, konkrétně v definici VIII a dále ve článku 5. Při popisu nového rostlinného společenstva, zveřejněného v dostupné publikaci, je nutno uvést tabulku se záznamy fytocenologických snímků (jednotlivých zápisů konkrétních porostů, blíže viz Fytocenologie), kde jeden snímek musí být označen jako nomenklatorický typ. Takto označený snímek, pro který se dále používá termín holotyp, je takový prvek rostlinného společenstva, s nímž jméno tohoto společenstva zůstává trvale spojeno. Nomenklatorický typ lze zjednodušeně přirovnat k originální a unikátní herbářové položce, dle které byl popsán nový rostlinný druh a který tak jednoznačně identifikuje, co vlastně je a jak má vypadat přírodní objekt s uvedeným pojmenováním.
Platné (validní) zveřejnění popisu nově rozlišeného rostlinného společenstva je tak vázáno na označení nomenklatorického typu, případně je nutné vybrat ze starší publikované fytocenologické práce konkrétní vegetační snímek a označit jej za nomenklatorický typ, aby se vybrané pojmenování platným stalo (validizovalo).
Souvisejícím problémem je, jakým způsobem přiřadit již publikované jméno rostlinného společenstva (syntaxonu) k nově pořízeným vegetačním snímkům. Předně je nutné mít k dispozici faktický zápis snímku (označený jako nomenklatorický typ). V této fázi přichází ke slovu analýza podobnosti, která má ozřejmit, nakolik se snímek-nomenklatorický typ podobá novým snímkům. Výsledkem je určité rozdělení snímků do více skupin vzájemně si podobných porostů, kdy se snímek-nomenklatorický typ objeví v konkrétní skupině. Pro snímky z této skupiny pak může fytocenolog dále používat pojmenování rostlinného společenstva (syntaxonu), které je právě charakterizováno oním nomenklatorickým typem. Podobnostní analýza není jednoduchá a zahrnuje mnoho alternativních metod statistických procedur (viz heslo Fytocenologie).
Označení nomenklatorického typu se nevztahuje pouze na objekt vegetačního snímku, ale také na objekty vyšších ranků, jako jsou svazy, řády a třídy. Rozdíl je v tom, že nomenklatorický typ konkrétního společenstva je skutečný porost existující na dané lokalitě v konkrétním čase, kdežto nomenklatorický typ vyššího ranku je abstraktní objekt v podobě syntetické (shrnující) tabulky zveřejněné v odborné publikaci.